# Колориметрия (химический метод)
Колориме́трия (от лат. color — «цвет» и греч. μετρώ — «измеряю») — физический метод химического анализа, основанный на определении концентрации вещества по интенсивности окраски растворов (более точно — по поглощению света растворами).

## Основные сведения

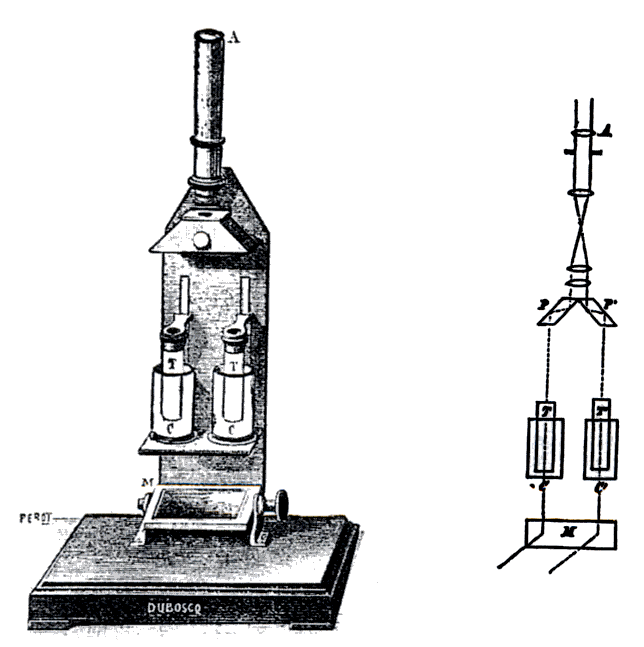
Один из первых колориметров, созданный французским оптиком Жюлем Дюбоском, 1880.

Колориметрия — это метод количественного определения содержания веществ в растворах, либо визуально, либо с помощью приборов, таких как колориметры.
Колориметрия может быть использована для количественного определения всех тех веществ, которые дают окрашенные растворы, или могут дать окрашенное растворимое соединение с помощью химической реакции. Колориметрические методы основываются на сравнении интенсивности окраски исследуемого раствора, изучаемого в пропущенном свете, с окраской эталонного раствора, содержащего строго определенное количество этого же окрашенного вещества, или же с дистиллированной водой.
Любопытна история возникновения колориметрии и фотометрии. Ю. А. Золотов упоминает, что Роберт Бойль (так же, как и некоторые ученые до него) использовал экстракт дубильных орешков, чтобы различить железо и медь в растворе. Однако, по-видимому, именно Бойль впервые заметил, что чем больше железа содержится в растворе, тем более интенсивна окраска последнего. Это был первый шаг к колориметрии. А первым инструментом колориметрии стали колориметры типа колориметра Дюбоска (1870), которые использовались вплоть до недавнего времени.
Более совершенные приборы — спектрофотометры — отличаются возможностью исследования оптической плотности в широком диапазоне длин волн видимого спектра, а также в ИК и УФ-диапазонах, с меньшей дискретностью длины волны (с использованием монохроматора).
Фотоколориметры и спектрофотометры измеряют величину пропускания света при определенной длине волны света. Контроль (обычно дистиллированная вода или исходный материал без добавления реагентов) используется для калибровки устройства.
Колориметрия широко применяется в аналитической химии, в том числе для гидрохимического анализа, в частности — для количественного анализа содержания биогенных веществ в природных водах, для измерения pH, в медицине, а также в промышленности при контроле качества продукции.

## Фотоколориметрия
Фотоколориметрия — количественное определение концентрации вещества по поглощению света в видимой и ближней ультрафиолетовой области спектра. Поглощение света измеряют на фотоколориметрах или спектрофотометрах.